# Ambroise-François Germain
Pour les articles homonymes, voir Germain.
Ambroise-François Germain, né à Paris le 20 janvier 1726 et mort à Paris le 15 décembre 1821, est un bourgeois de Paris, orfèvre, puis marchand de soie en bottes, député du Tiers-État à l'Assemblée constituante de 1789.

## Famille
Ambroise-François Germain est le fils de Joseph Germain (1672-1755), marchand bourgeois de Paris. Il est le père de la mathématicienne Sophie Germain.
Il exerçait en 1789 la profession de marchand et d'orfèvre, puis en 1792 de marchand de soie en bottes dans sa maison qui se trouvait en bas de la rue Saint-Denis, au no 336, au niveau de la fontaine des Innocents.
Il devint l'un des directeurs de la Banque de France.

## Carrière politique
Il fut élu député du Tiers-État (pour la ville de Paris) avec 142 voix.
Siégeait à l’Hôtel de Ville les 13, 14, 15, juillet, etc., pendant l'année 1789. Commissaire de district. Député à l’Assemblée nationale de Versailles ; il habitait dans cette ville 5, rue de Clagny.
Le 8 octobre 1790, il s'opposa à l'émission de 30 millions de billets de la Banque d'escompte et, le 5 mai 1791, à l'émission des assignats au-dessous de 5 livres, comme pouvant faire disparaître la monnaie.